# Понтье, Жорж
Жорж Поль Понтье (фр. Georges Paul Pontier; род. 1 мая 1943, Лавор, Франция) — французский прелат. Епископ Диня с 2 февраля 1988 по 5 августа 1996. Епископ Ла-Рошели с 5 августа 1996 по 12 мая 2006. Архиепископ Марселя с 12 мая 2006 по 8 августа 2019. Председатель конференции католических епископов Франции с 17 апреля 2013 по 3 апреля 2019.